# Матей Андреєв
Матей Андреєв (25 березня 1857, Сопот, Османська імперія, нині — Болгарія — ?) — болгарський офіцер, генерал-майор.

## Біографія
Народився 25 березня 1857 року в Сопоті. У 1879 закінчив Військову школу в Софії як офіцер 2-го порядку. Був командиром полку піонерів, першої бригади четвертої піхотної преславської дивізії, інспектор класів у Військовій школі і професор фортифікації. З 1904 року був генерал-майором. У 1909 нагороджений Пам'ятним хрестом «За незалежність», будучи командиром батарей 6-го тирновського піхотного полку. Під час Першої світової війни очолював Бургаський укріплений пост.